# Hr.Ms. Kortenaer (1927)
Hr.Ms. Kortenaer – holenderski niszczyciel z okresu międzywojennego i II wojny światowej, typu Admiralen. Nosił znak burtowy KO, następnie KN. Służył na wodach Holenderskich Indii Wschodnich, został zatopiony 27 lutego 1942 w bitwie na Morzu Jawajskim.

## Budowa i opis
„Kortenaer” należał do typu standardowych holenderskich niszczycieli z okresu międzywojennego, określanego jako typ Admiralen (admirałowie), budowanego według projektu brytyjskiego. Był jedną z czterech jednostek pierwszej serii typu Admiralen. Budowany był w stoczni Burgerhout's Scheepswerf en Machinefabriek w Rotterdamie. Położenie stępki miało miejsce 24 sierpnia 1925 roku, wodowanie 30 czerwca 1927 roku, a okręt wszedł do służby 3 września 1928 roku. Nazwę otrzymał na cześć holenderskiego admirała Egberta Kortenaera (1604–1665).
Niszczyciele typu Admiralen były typowymi niszczycielami średniej wielkości okresu międzywojennego. Ich kadłub miał podniesiony pokład dziobowy na ok. 1/3 długości, sylwetka była dwukominowa. Ich uzbrojenie główne składało się z 4 pojedynczych dział kalibru 120 mm Bofors L/50 No.4, umieszczonych po dwa na dziobie i rufie w superpozycji. Uzbrojenie przeciwlotnicze składało się z dwóch dział 75 mm na burtach na śródokręciu, jednakże słabe było uzbrojenie małokalibrowe – 4 wkm-y 12,7 mm Browning. Uzbrojenie torpedowe, przeciętne dla tej klasy okrętów, stanowiło sześć wyrzutni torped kalibru 533 mm w dwóch potrójnych aparatach. Uzbrojenie przeciw okrętom podwodnym stanowiły 4 miotacze bomb głębinowych, z zapasem 3 bomb na każdy. Na torach minowych okręty mogły przenosić 24 miny morskie. Unikalną cechą wśród okrętów tej klasy była możliwość przenoszenia wodnosamolotu zwiadowczego Fokker C.VII-W, stawianego na wodę za pomocą dźwigu, jednakże przenoszenie go nie było praktyczne i do początku wojny wodnosamolot zdjęto.
Napęd niszczycieli stanowiły 2 turbiny parowe systemu Parsonsa o mocy 31 000 KM, umieszczone we wspólnej maszynowni, napędzające 2 śruby. Zasilane były w parę przez 3 kotły parowe Yarrow, umieszczone w dwóch kotłowniach. Prędkość maksymalna wynosiła 34 węzły (podczas prób, przy przeciążaniu siłowni, niszczyciel „Piet Hein” osiągnął 36,1 w).

## Służba
Po wejściu do służby, „Kortenaer”, służył początkowo na wodach Holandii. 5 listopada 1935 wraz z niszczycielem „Van Ghent” wyszedł z Holandii i przebazował do Holenderskich Indii Wschodnich, docierając na miejsce do Sabangu 17 grudnia 1935 roku. Po drodze lekko uszkodził dziób w kolizji z egipskim kutrem rybackim „Bank Misr” 20 listopada w pobliżu Kanału Sueskiego; uszkodzenia usunięto już po dotarciu na miejsce. Do wybuchu II wojny światowej bazował w Sabangu, operując na wodach Holenderskich Indii Wschodnich. 
Po niemieckim ataku na Holandię w maju 1940, skutkującym przystąpieniem jej do wojny, „Kortenaer”  brał udział w eskortowaniu alianckich transportów na Oceanie Indyjskim. 13 kwietnia 1941 wraz z niszczycielem „Witte de With” przechwycił na Morzu Timor węgierski statek „Nyugat” (4323 BRT), odprowadzony następnie do Surabai. Po przystąpieniu Japonii do wojny w grudniu 1941 roku i jej ataku na wyspy Archipelagu Malajskiego, działał głównie na Morzu Jawajskim.  Wchodząc w skład alianckich międzynarodowych sił ABDA, wziął udział w akcji przeciw japońskim siłom desantowym pod Palembangiem 14/15 lutego 1942. Do spotkania sił japońskich jednak nie doszło, a „Kortenaer” został lekko uszkodzony przez ataki lotnictwa japońskiego rano 15 lutego. Bliskie wybuchy bomb spowodowały uszkodzenie kotła, redukując prędkość okrętu do 25 węzłów. „Kortenaer” mimo to miał wziąć udział w kolejnej operacji przeciwko japońskim siłom desantowym u wybrzeży Bali, która doprowadziła do starcia w cieśninie Badung, lecz podczas wychodzenia z portu Tjilatjap 18 lutego wszedł na mieliznę i nie wziął udziału w akcji. 
„Kortenaer” wziął udział w bitwie na Morzu Jawajskim, w której już w początkowej fazie został zatopiony 27 lutego 1942 roku torpedą, prawdopodobnie z krążownika „Haguro”. Okręt zatonął o 17.15 na pozycji 6°29′S 112°05′E/-6,483333 112,083333. Brytyjski niszczyciel „Encounter” uratował i przetransportował do Surabai 113 członków załogi, zginęło 56 lub 59 osób. 
W 2016 roku odkryto, że znaczna część wraku „Kortenaera” została nielegalnie złomowana pod wodą.